# Éver Banega
Éver Maximiliano David Banega (n. 29 iunie 1988, Rosario, Provincia Santa Fe, Argentina) este un fotbalist argentinian care în prezent evoluează la clubul Al Shabab.
El și-a început cariera la Boca Juniors, iar în 2008 a semnat cu Valencia CF unde a rămas să joace câțiva ani.

## Goluri internaționale
| # | Data              | Stadion                                        | Adversar  | Scor | Rezultat | Competiția                                   |
| - | ----------------- | ---------------------------------------------- | --------- | ---- | -------- | -------------------------------------------- |
| 1 | 26 March 2013     | Estadio Hernando Siles, La Paz, Bolivia        | Bolivia   | 1–1  | 1–1      | Calificările pentru Campionatul Mondial 2014 |
| 2 | 14 august 2013    | Stadio Olimpico, Roma, Italia                  | Italia    | 2–0  | 2–1      | Meci amical                                  |
| 3 | 14 octombrie 2014 | Hong Kong Stadium, So Kon Po, Hong Kong        | Hong Kong | 1–0  | 7–0      | Meci amical                                  |
| 4 | 7 iunie 2016      | Levi's Stadium, Santa Clara, SUA               | Chile     | 2–0  | 2–1      | Copa América Centenario                      |
| 5 | 14 noiembrie 2017 | Krasnodar Stadium, Krasnodar, Rusia            | Nigeria   | 1–0  | 2–4      | Meci amical                                  |
| 6 | 23 martie 2018    | City of Manchester Stadium, Manchester, Anglia | Italia    | 1–0  | 2–0      | Meci amical                                  |

## Palmares

### Club
Boca Juniors
- Copa Libertadores: 2007

Valencia
- Copa del Rey: 2007–08

Sevilla
- UEFA Europa League: 2014–15,[1]Format:Deprecated inline 2015–16
- Vice-campion Copa del Rey: 2017–18

### Națională
- FIFA U-20 World Cup: 2007
- Jocurile Olimpice de vară: 2008

## Statistici carieră
La 6 octombrie 2017.
| Club              | Sezon              | Campionat          | Campionat | Campionat | Cupă    | Cupă   | Continental | Continental | Altele  | Altele | Total   | Total  |
| Club              | Sezon              | Divizie            | Meciuri   | Goluri    | Meciuri | Goluri | Meciuri     | Goluri      | Meciuri | Goluri | Meciuri | Goluri |
| ----------------- | ------------------ | ------------------ | --------- | --------- | ------- | ------ | ----------- | ----------- | ------- | ------ | ------- | ------ |
| Boca Juniors      | 2006–07            | Primera División   | 14        | 0         | -       | -      | 14          | -           | -       | -      | 28      | 0      |
| Boca Juniors      | 2007–08            | Primera División   | 14        | 0         | -       | -      | -           | -           | 2       | -      | 16      | 0      |
| Boca Juniors      | Boca Juniors Total | Boca Juniors Total | 28        | 0         | -       | -      | 14          | 0           | 2       | 0      | 44      | 0      |
| Valencia          | 2007–08            | La Liga            | 12        | 0         | 2       | 0      | 0           | 0           | 0       | 0      | 14      | 0      |
| Atlético Madrid   | 2008–09            | La Liga            | 24        | 1         | 4       | 0      | 3           | 0           | 0       | 0      | 31      | 1      |
| Valencia          | 2009–10            | La Liga            | 36        | 2         | 2       | 0      | 9           | 0           | 0       | 0      | 47      | 2      |
| Valencia          | 2010–11            | La Liga            | 28        | 2         | 2       | 1      | 4           | 0           | 0       | 0      | 34      | 3      |
| Valencia          | 2011–12            | La Liga            | 13        | 0         | 8       | 1      | 4           | 0           | 0       | 0      | 25      | 1      |
| Valencia          | 2012–13            | La Liga            | 29        | 4         | 6       | 0      | 5           | 0           | 0       | 0      | 40      | 4      |
| Valencia          | 2013–14            | La Liga            | 15        | 1         | 0       | 0      | 1           | 0           | 0       | 0      | 16      | 1      |
| Valencia          | Valencia Total     | Valencia Total     | 121       | 10        | 18      | 2      | 23          | 0           | 0       | 0      | 162     | 12     |
| Newell's Old Boys | 2013–14            | Primera División   | 13        | 1         | 0       | 0      | 6           | 0           | 0       | 0      | 19      | 1      |
| Newell's Old Boys | Newell's Total     | Newell's Total     | 13        | 1         | 0       | 0      | 6           | 0           | 0       | 0      | 19      | 1      |
| Sevilla           | 2014–15            | La Liga            | 34        | 3         | 3       | 0      | 12          | 0           | 0       | 0      | 49      | 3      |
| Sevilla           | 2015–16            | La Liga            | 25        | 5         | 6       | 2      | 12          | 2           | 0       | 0      | 43      | 9      |
| Internazionale    | 2016–17            | Serie A            | 28        | 6         | 1       | 0      | 4           | 0           | 0       | 0      | 33      | 6      |
| Sevilla           | 2017–18            | La Liga            | 5         | 1         | 0       | 0      | 4           | 0           | 0       | 0      | 9       | 1      |
| Sevilla           | Sevilla Total      | Sevilla Total      | 64        | 9         | 9       | 2      | 28          | 2           | 0       | 0      | 101     | 13     |
| Total carieră     | Total carieră      | Total carieră      | 290       | 26        | 34      | 4      | 78          | 2           | 2       | 0      | 404     | 32     |